# Jakeš
Jakeš (cyr. Јакеш) – wieś w Bośni i Hercegowinie, w Republice Serbskiej, w gminie Vukosavlje. W 2013 roku liczyła 1238 mieszkańców.